# Raputia aromatica
Espèce
Classification APG III (2009)
Synonymes
- Galipea aromatica (Aubl.) Spreng.
- Sciuris aromatica (Aubl.) Spreng.[1]

Raputia aromatica est une espèce de plantes à fleurs de la famille des Rutaceae (familles des agrumes). Il s'agit de l'espèce type du genre Raputia Aubl.. C'est un arbuste rare trouvé en Guyane.

## Étymologie
Si Aublet ne donne pas d'explication étymologique pour Raputia on peut supposer qu'il fait référence à l'Orapu, lieu de sa découverte. L'épithète spécifique aromatica se rapporte vraisemblablement à l'odeur résineuse se dégageant des feuilles froissées.

## Description
Raputia aromatica se distingue des autres Raputia tri-foliolées par la combinaison de petites folioles glabres, de petites fleurs et de méricarpes striguleux.
Raputia aromatica est un arbrisseau ou un petit arbre à rameaux rougeâtres, atteignant 4-5 m de haut. Les bourgeons végétatifs, les jeunes rameaux et inflorescences sont couvertes d'un indument strigilleux, celui des jeunes pétioles est souvent fait de poils recourbés ascendants. 
Les feuilles sont opposées, trifoliolées et longuement pétiolées (1,8 à 5,8 cm).
Les folioles subsessiles (pétiolules longs de 0 à 1 mm) ont un limbe glabre, ponctuée-pellucide, réticulé, chartacé, terne au-dessus, de forme oblancéolé ou étroit-elliptique, rarement elliptique, acuminé à l'apex, décurrent et asymétrique à la base pour les folioles latérales.
Les 7-12 paires de nervures secondaires sont peu visibles, recourbées, en boucle à la marge.
La nervation tertiaire est peu marquée sur les deux faces, mais légèrement saillante sur la face abaxiale.
La face abaxiale devient vert terne au séchage.
La foliole terminale mesure 6,3-12 cm de long pour 1,7-3,9 cm de large.
Les folioles latérales mesurent 4-11 cm de long pour 1,3-3,9 cm de large.
L'inflorescence est une grappe axillaire, à peu près aussi longue que les pétioles, dense, unilatérale, multiflore, comportant 7 à 31 fleurs, est longue de 6,2 à 15 cm, avec un pédoncule long de 1,5 à 6 cm. Les pédicelles courts mesurent 1-1,5 mm de long à la floraison, et 3-5 mm à la fructification.
La fleur est hermaphrodite.
Les sépales strigilleux à l'extérieur, glabres à l'intérieur, sont très largement ovales, arrondis à l'apex, et longs de 1,8-2,5 mm pour 1,8-2,5 mm de large, forment un calice herbacé cupuliforme plus ou moins 5-denté.
Les 5 pétales inégaux sont unis en une corolle bilabiée, blanche ou verdâtre, longue de 8,5 à 10,5 mm à l'anthèse, et densément strigilleuse (même à l'anthèse).
Le tube, large d'environ 2,3 mm, mesure 2,5 à 3 mm jusqu'à la division du lobe le plus interne, et 4 à 4,5 mm jusqu'à la division des autres lobes.
Le lobe le plus interne est lancéolé, et mesure 6-7 mm de long, pour 1,5-1,7 mm de large.
Les 4 autres lobes sont larges, ovales, et mesurent 2,5-3 mm de long, pour environ 2 mm de large.
Les 5 étamines ont des filets souples, adnées à la base de la corolle : les 2 inférieures fertiles, sont longues d'environ 5 mm et les 3 supérieures sont des staminodes stériles, linéaires, longues d'environ 1 mm.
Les anthères glabres, mesurent environ 3,3 mm de long, pour 1,5 mm de large, avec un connectif glabre, et des appendices mesurant environ 0,5 mm de long et 1 mm de large.
L'ovaire globuleux-déprimé, à 5 loges bi-ovulées, est inclus dans le disque, qui est plus court que lui.
Le style est long, filiforme, avec un stigmate 3-lobé.
Les carpelles glabres à l'anthèse mais devenant densément strigilleux, sont hauts d'environ 1 mm.
Le style est glabre, parsemé de glandes, et long d'environ 6 mm.
Le fruit est composé de méricarpes coriaces, déhiscents jusqu'au milieu, densément strigilleux, longs de 1-5,12-13 mm pour 5-8 mm de large.
Les graines (immatures) sont marron et mesurent environ 8,2 mm de long sur 5 mm de large,.

## Répartition
Raputia aromatica est une espèce rare subendémique de l'est de la Guyane (Orapu, Montagne de Kaw, savane-roche Virginie) et du nord de l'Amapá (marais de la Uaçá : Monte Tipac).

## Écologie
On rencontre rarement Raputia aromatica dans les sous-bois forestiers entre 80 et 250 m d'altitude. On l'a vu fleurir en février et fructifier en février et octobre.

## Statut
Raputia aromatica est une espèce déterminante ZNIEFF en Guyane.

## Utilisations
Probablement en raison de sa rareté, il n'y a pas d'utilisation connue pour Raputia aromatica malgré les glandes à huile essentielle de ses feuilles, et les vertus anti-Chagas et anti-leishmaniose connues chez l'espèce proche Raputia praetermissa.

## Diagnose

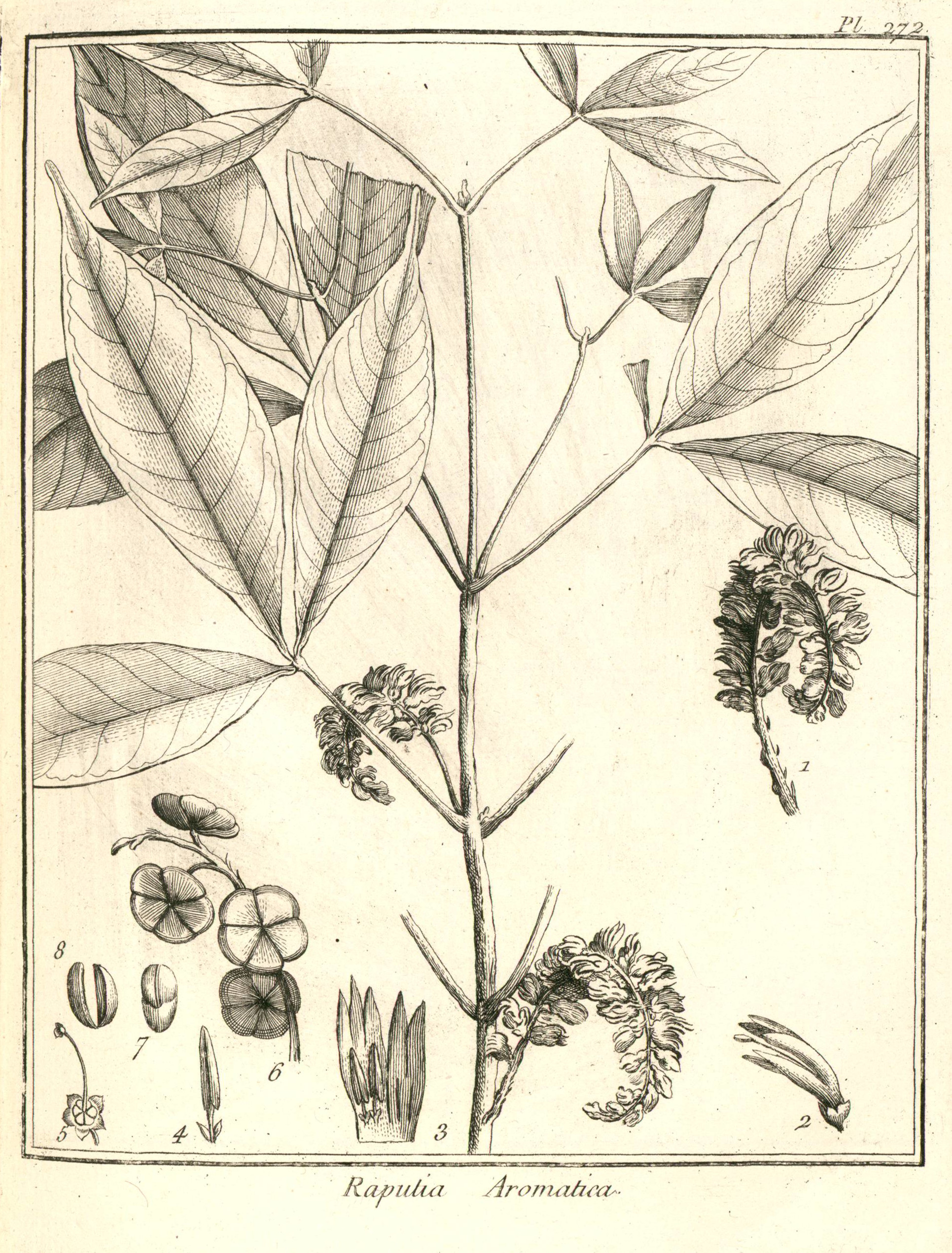
Raputia aromatica : Planche 272 par Aublet (1775)
L'on a groſſi la fleur & une étamine. - 1. Épi de fleurs. - 2. Fleur épanouie. - 3. Corolle ouverte, étamines. - 4. Étamine. - 5. Calice ouvert. Ovaires. Styles. Stigmates. - 6. Épi de fruits. - 7. Capſule déchirée, Amande. - 8. Les deux cotylédons de l’amande.

En 1775, le botaniste Aublet propose la diagnose suivante : 
« RAPUTIA aromatica. (Tabula 272.)

Frutex ramoſus, trunco bipedali ; ramis oppoſitis, erectis, & undique ſparſis. Folia oppoſita, ternata ; foliolis ovato-oblongis, acuminatis, glabris, integerrimis, petiolo longo, communi adnexis. Foliola punctis numerofis, tranſlucidis, quaſi perforata ſunt. Flores axillares, & ſuprà ramos ; pedicelliis ſpicæ infrà convexus, ſupernè canaliculatus. Flores diſpoſiti ad utrumque marginem canaliculi. Cortex trunci odorem aromaticum exhalat. 
Florebat, fructumque ferebat Auguſto. 

Habitat in ſylvis Orapuenſibus. »

« LE RAPUTIER aromatique. (PLANCHE 272.)
Le tronc de cet arbrisseau a environ deux pieds de hauteur, ſur deux à trois pouces de diamètre. Son écorce eſt liſſe, blanchâtre & aromatique. Son bois eſt blanc, il pouſſe de ſon ſommet pluſieurs branches droites & rameuſes, garnies de feuilles deux à deux, oppoſées, & diſpoſées en croix. Les feuilles ſont compoſés de trois folioles liſſes, vertes, fermés, ovales, terminées par une longue pointe, portées ſur un pédicule ligneux. Ses folioles ſont criblées de petits points tranſparents vus au travers de la lumière. Elles ſont repréſentées de grandeur naturelle. 
Les fleurs naiſſent en épis ſur les branches & aux aiſſelles des feuilles ; elles ſont rangées ſur deux rangs alternativement ; le pédoncule de l’épi eſt courbé, convexe en deſſous, & creuſé en gouttiere en deſſus. C'eſt ſur les bords de cette gouttiere que ſont placées les fleurs. 
Leur calice eſt vert, d'une ſeule pièce à cinq dentelures. 
La corolle eſt de couleur verdâtre, monopétale, irrégulière, diviſée profondément en deux lèvres ; la ſupérieure eſt à trois lobes, & l'inférieure à deux plus courts. Elle eſt attachée au fond du calice, autour d'un diſque. 
Les étamines ſont au nombre de cinq, rangées ſur la paroi moyenne du tube de la corolle. Trois filets ſont ſans anthères, & ſont chargées de poils blancs à leur baſe ; les deux autres filets ont chacun à leur naiſſance deux petits feuillets, & portent une anthère longue, renflée, à deux bourſes. 
Le piſtil eſt un ovaire à cinq côtes, poſé au fond du calice, entoure d'un diſque ; il eſt ſurmonté d'un style courbe, terminé par un stigmate applati & évaſé. 
L'ovaire devient un fruit compoſé de cinq capſules rapprochées, & comme réunies enſemble, chaque capſule eſt couverte d'une écorce verte, coriace, mince ; elle s'ouvre en deux valves à ſon angle intérieur ; elle ne contient qu'une ſeule amande verdâtre & aromatique. 
J'ai trouvé cet arbriſſeau dans les forêts d'Orapu. 
II étoit en fleur & en fruit dans le mois d'Août. »

— Fusée-Aublet, 1775.

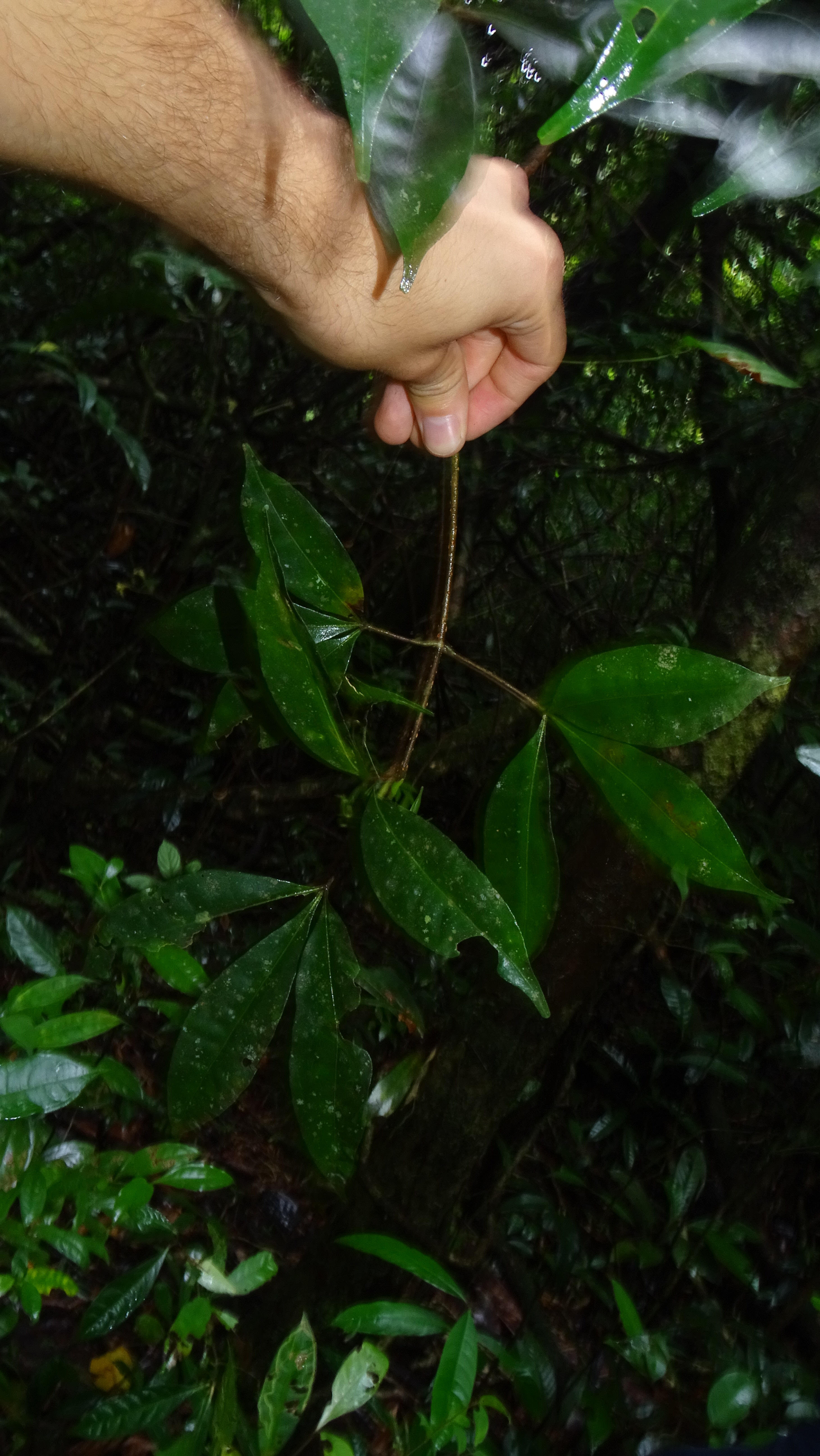
Rameau feuillé de Raputia aromatica en Montagne de Kaw (Guyane).
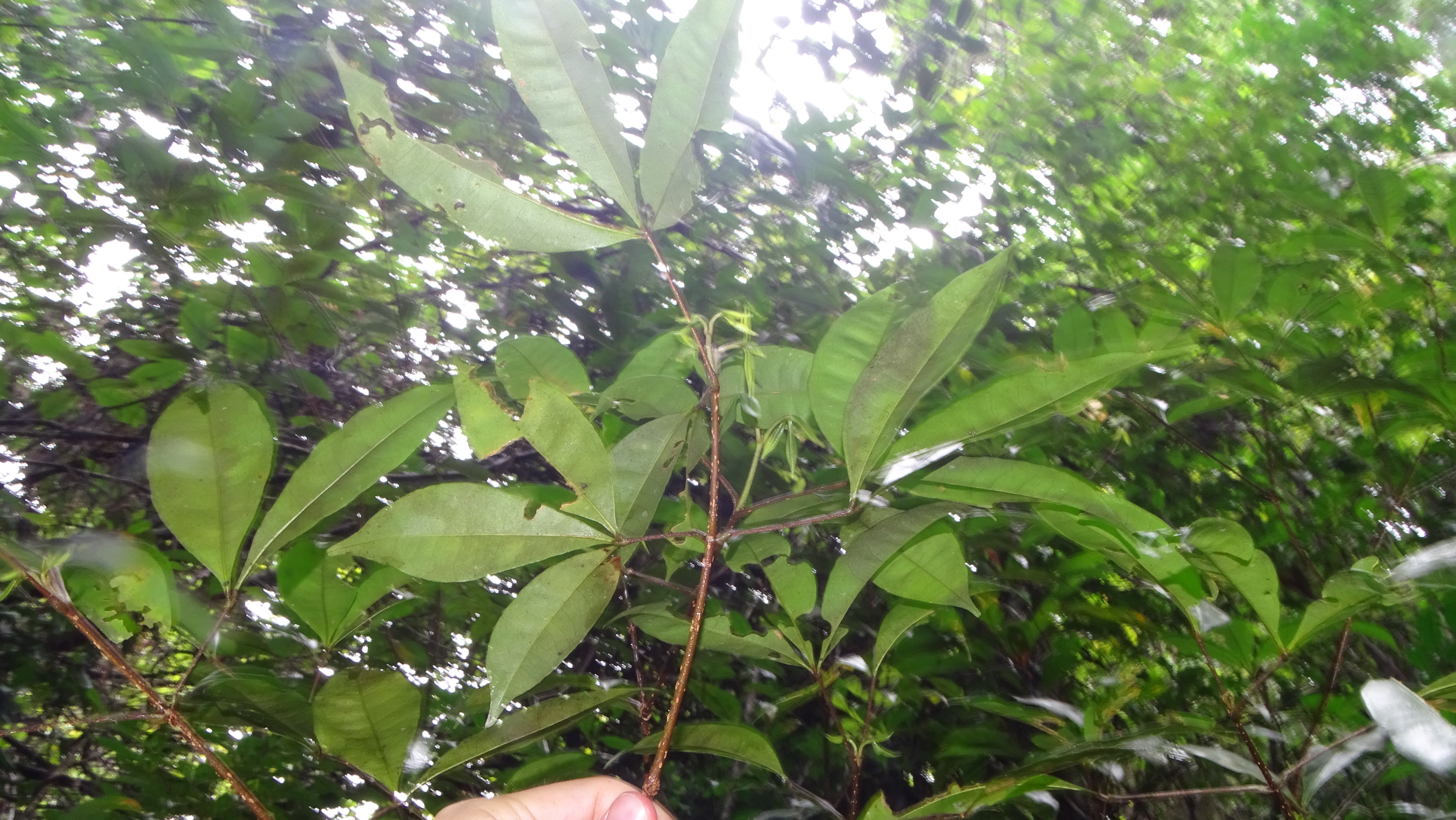
Rameau feuillé de Raputia aromatica.
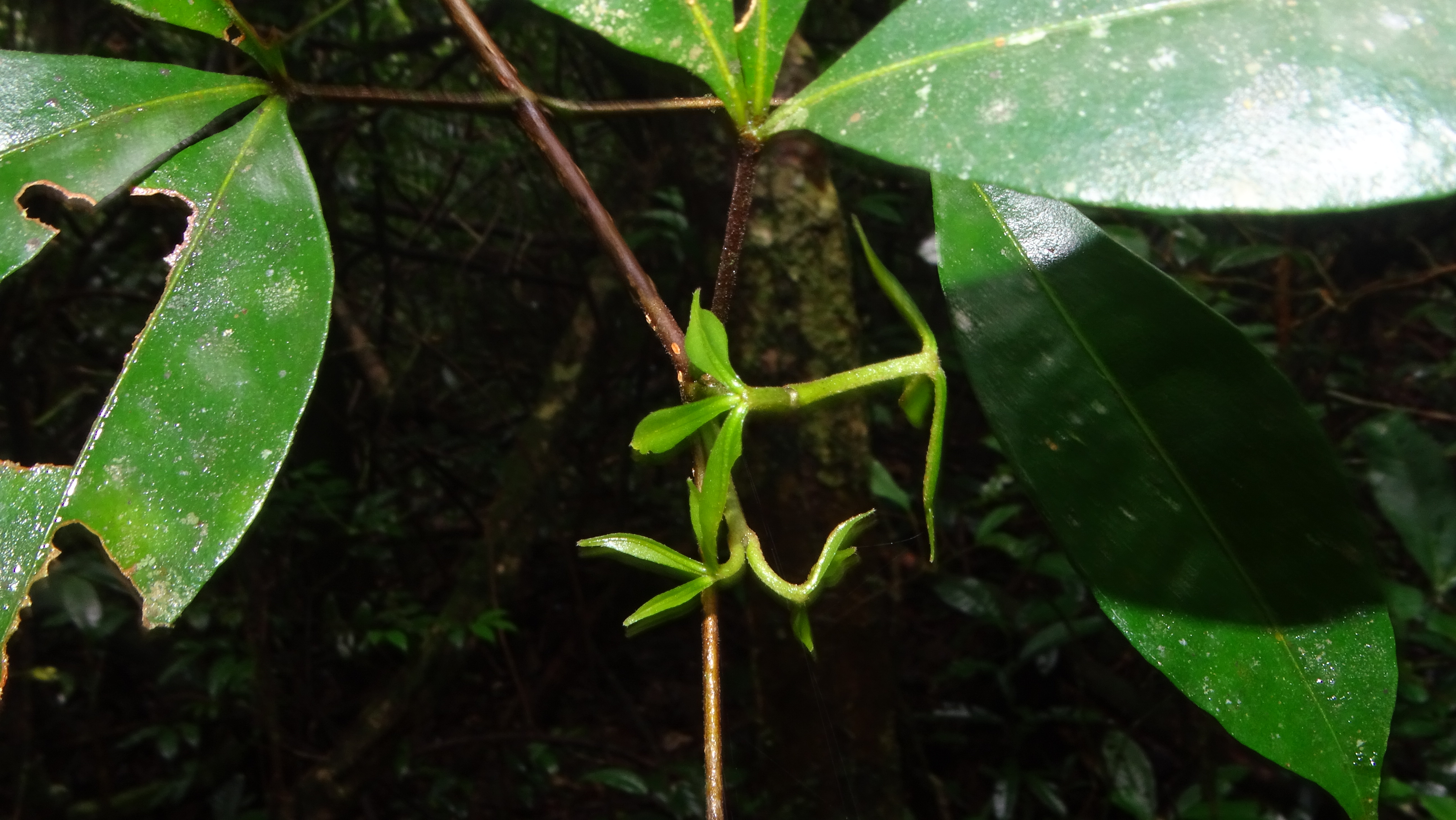
Jeunes feuilles de Raputia aromatica.
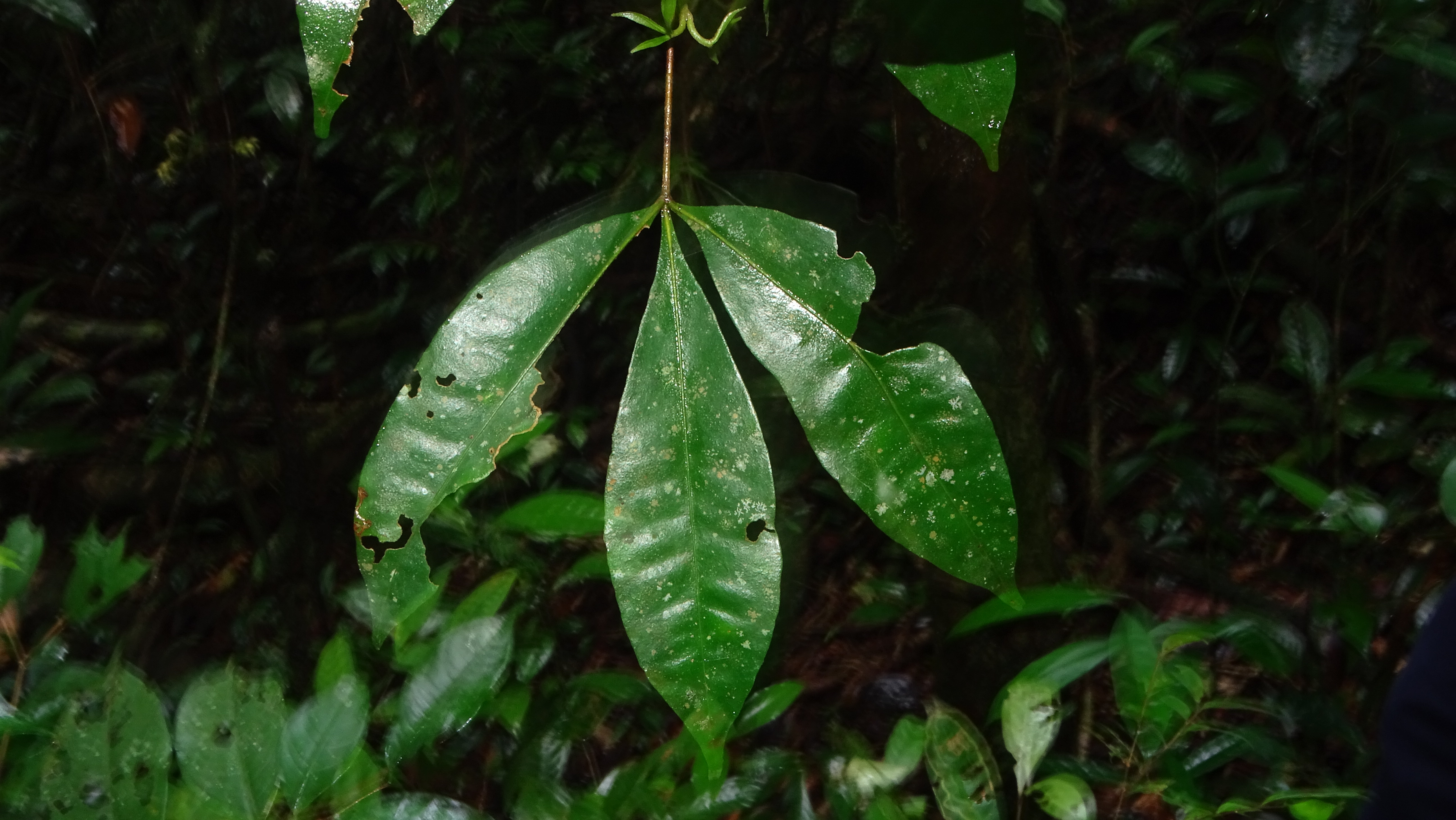
Feuille de Raputia aromatica (face supérieure).
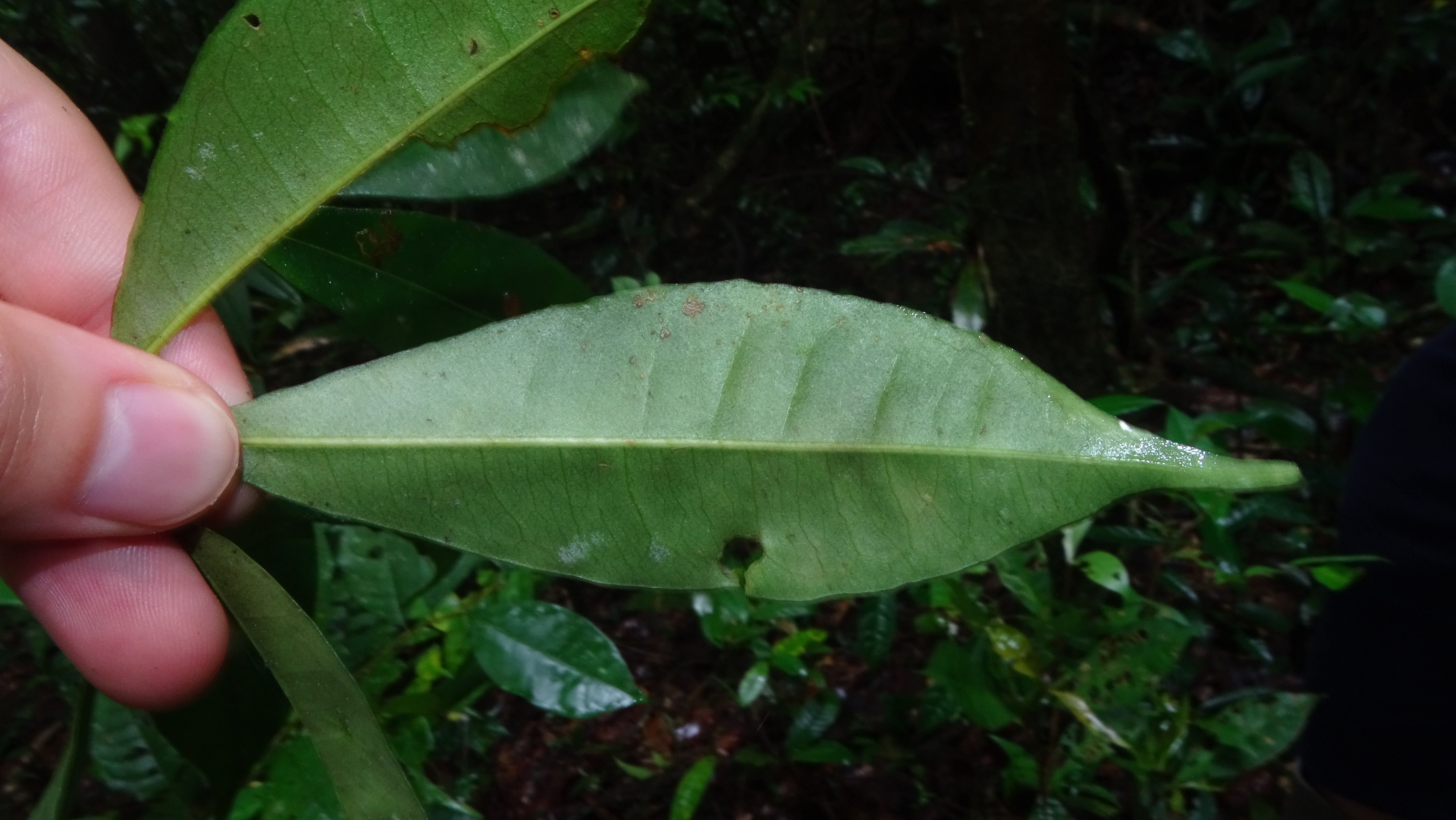
Feuille de Raputia aromatica (face inférieure).
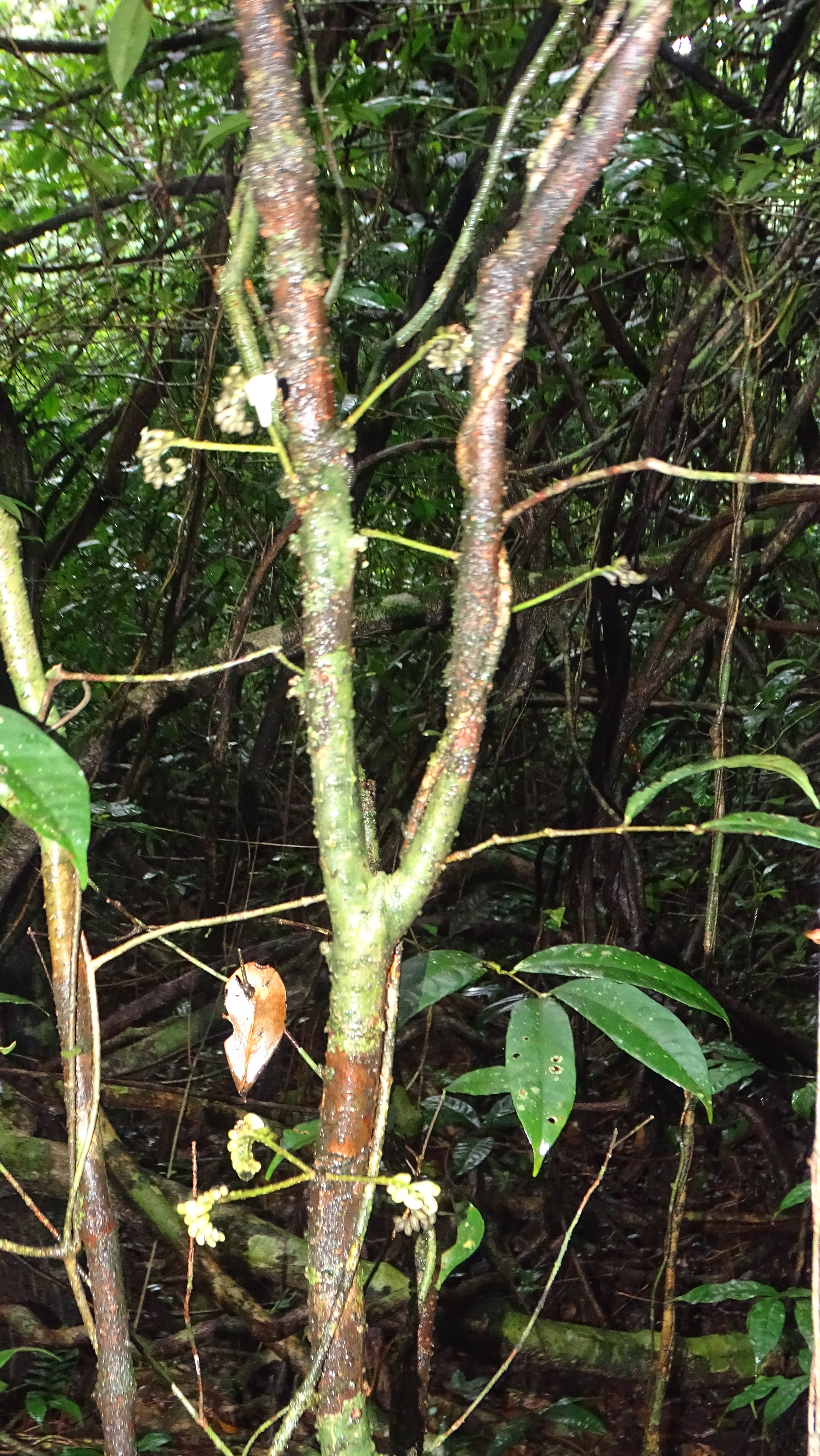
Tronc fleuri de Raputia aromatica.
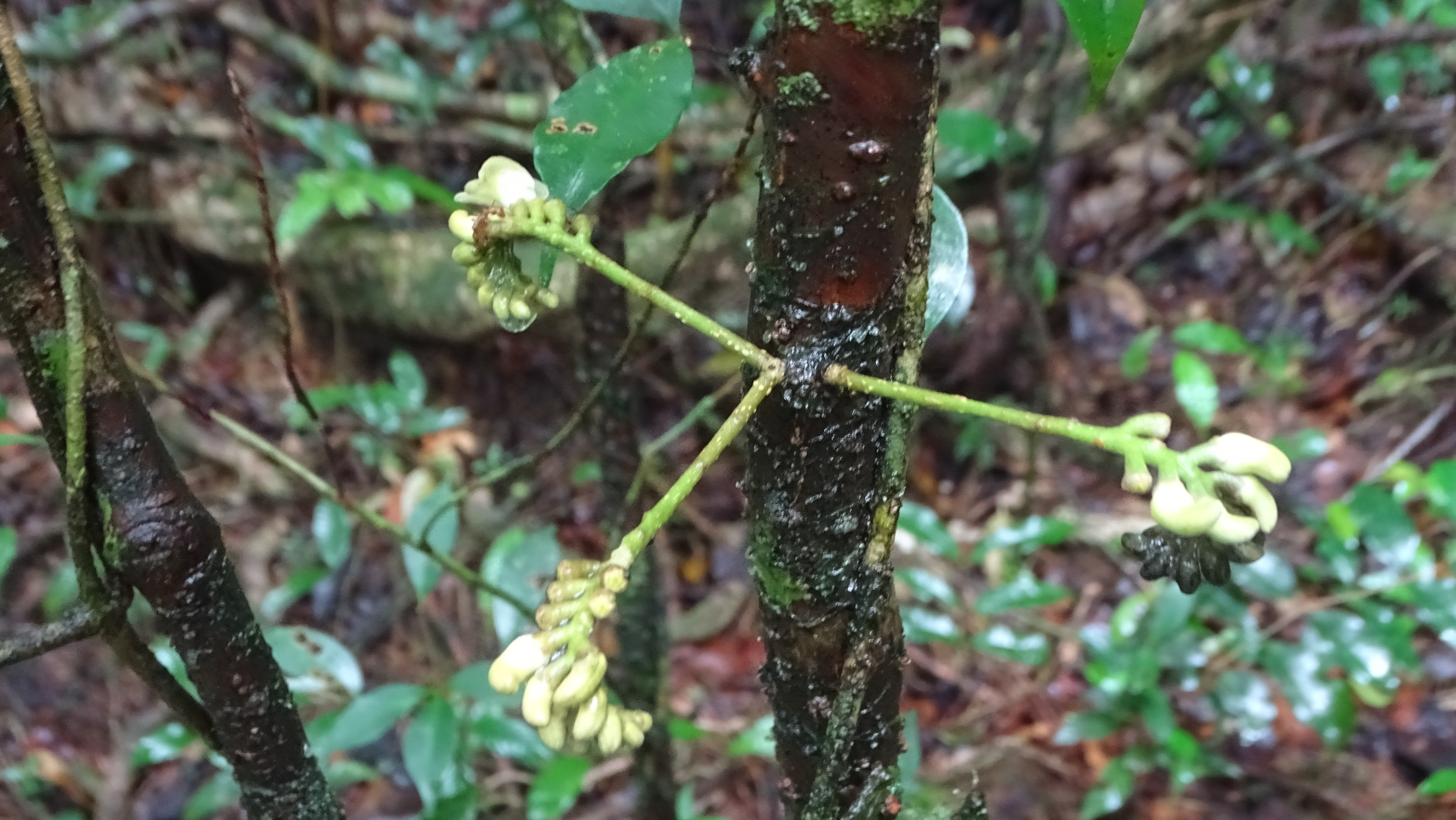
Inflorescences cauliflores de Raputia aromatica.
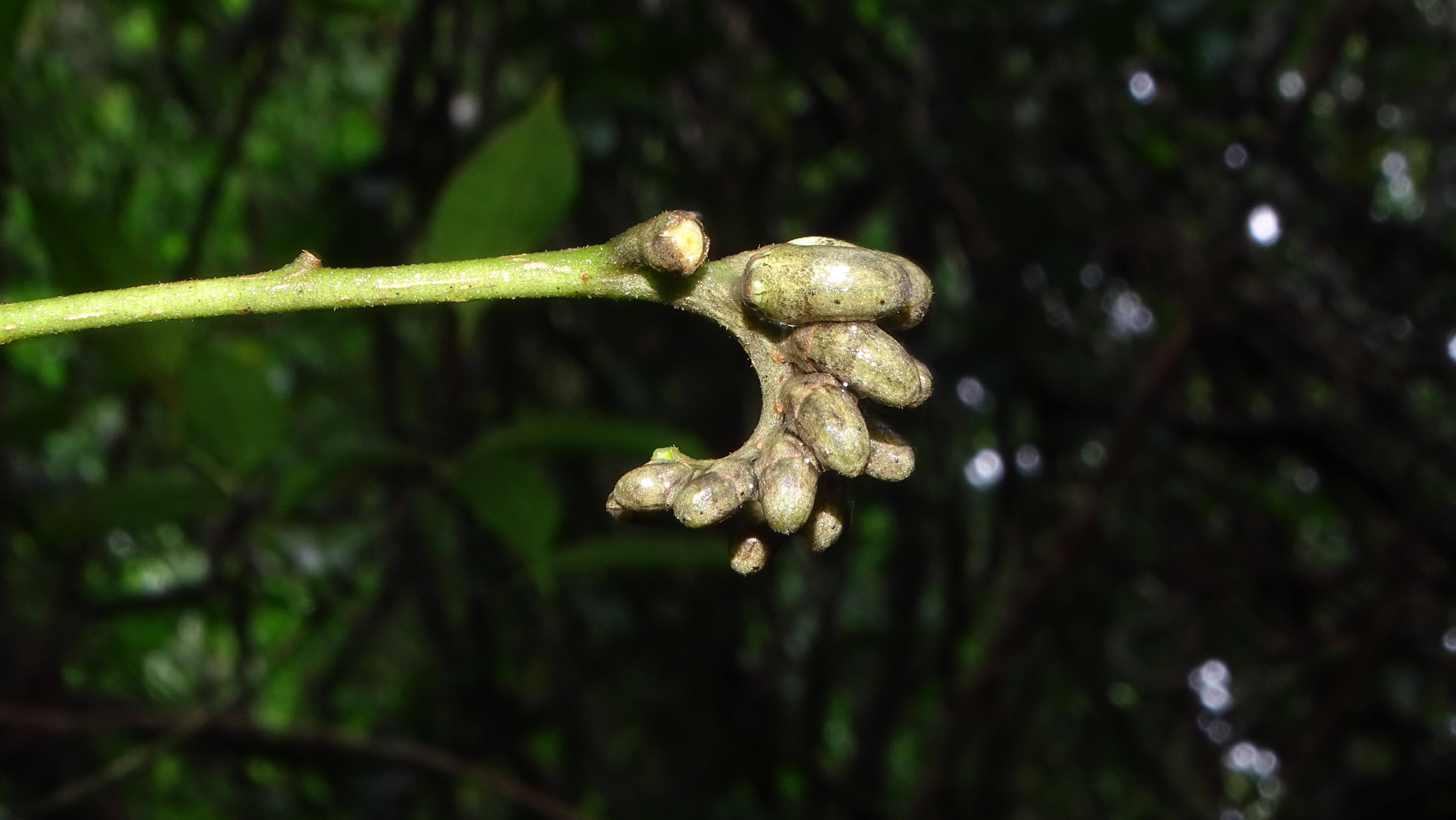
Inflorescence de Raputia aromatica.
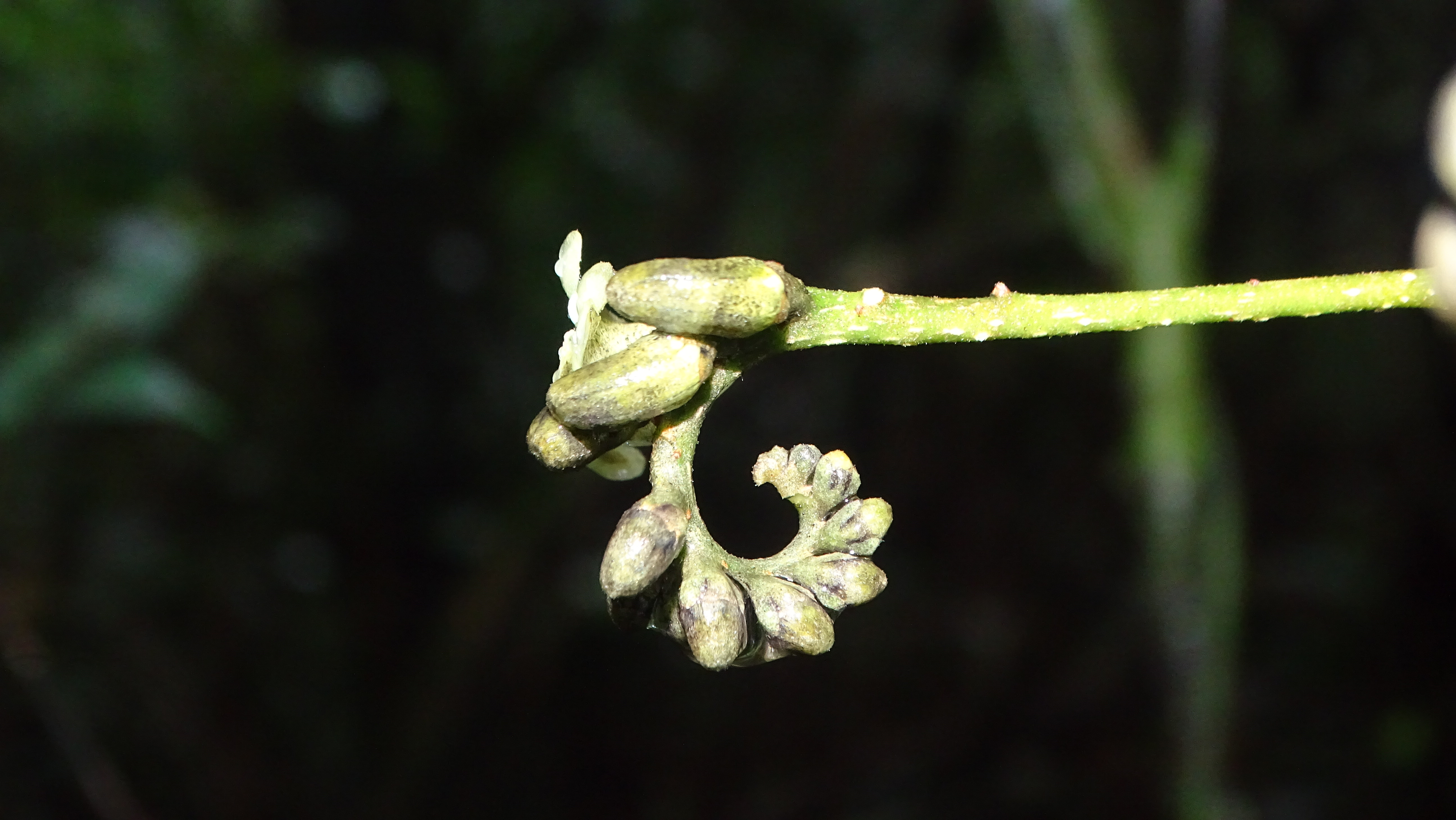
Inflorescence de Raputia aromatica (détail).
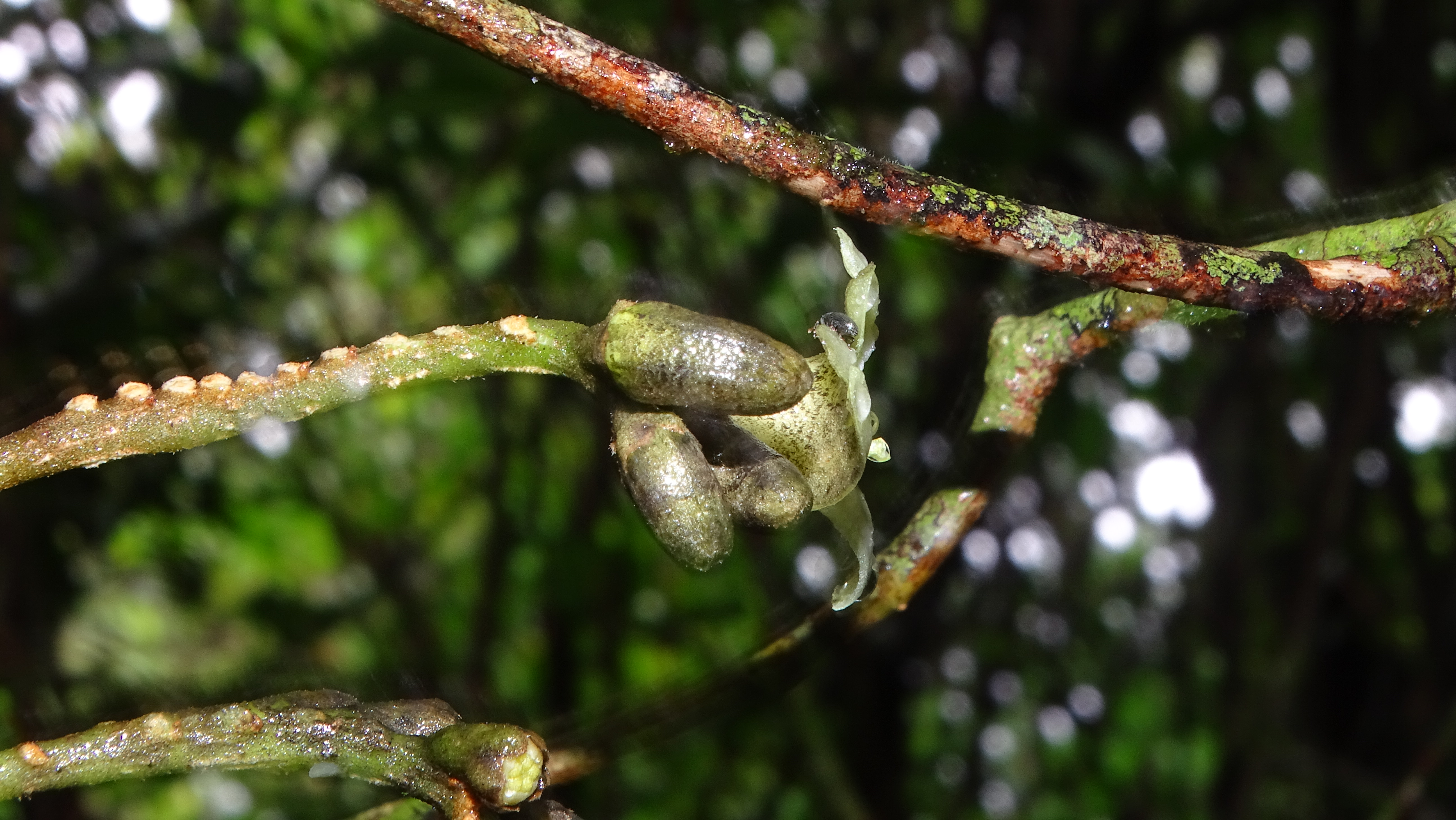
Fleur de Raputia aromatica.
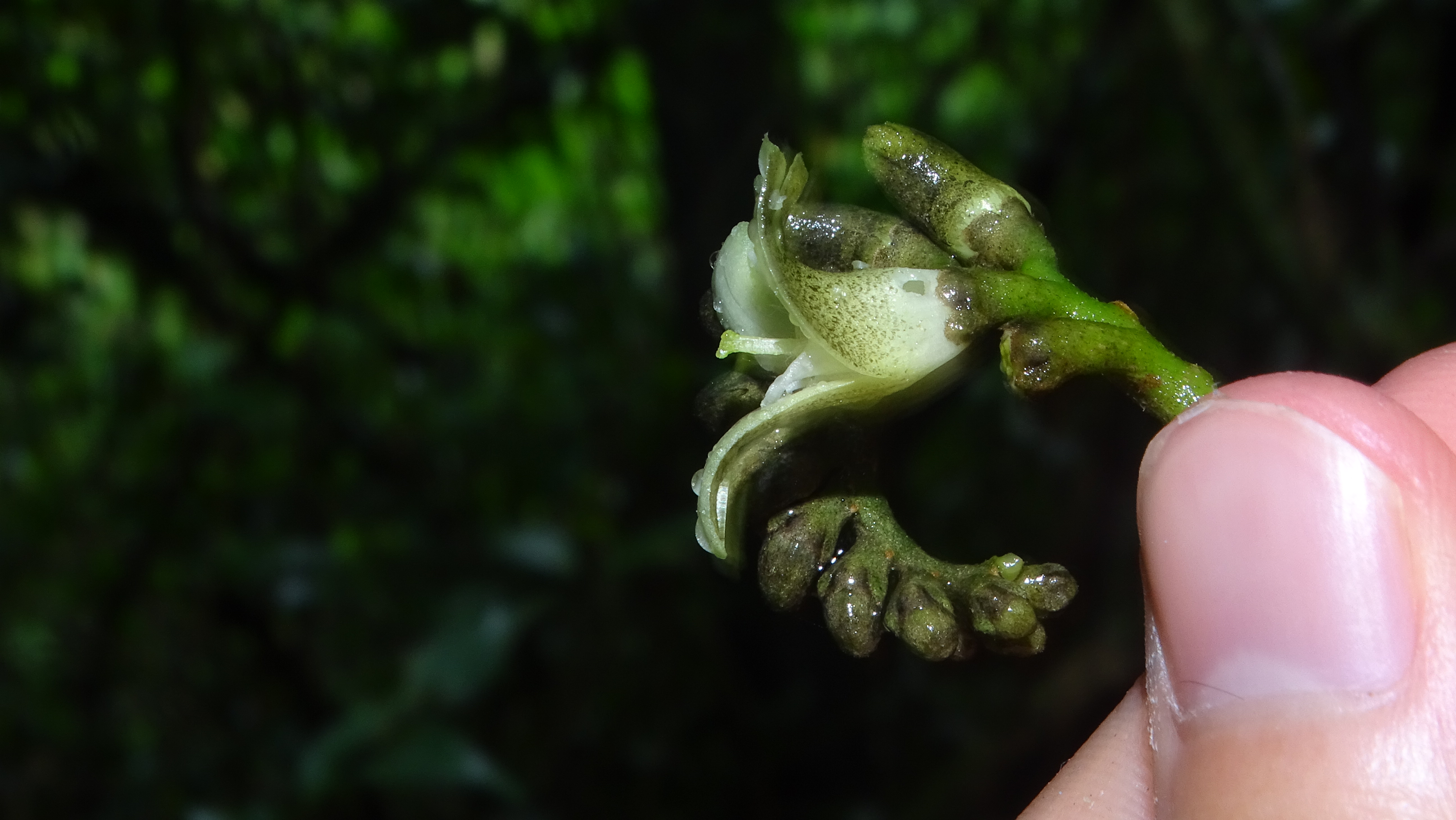
Fleur de Raputia aromatica.
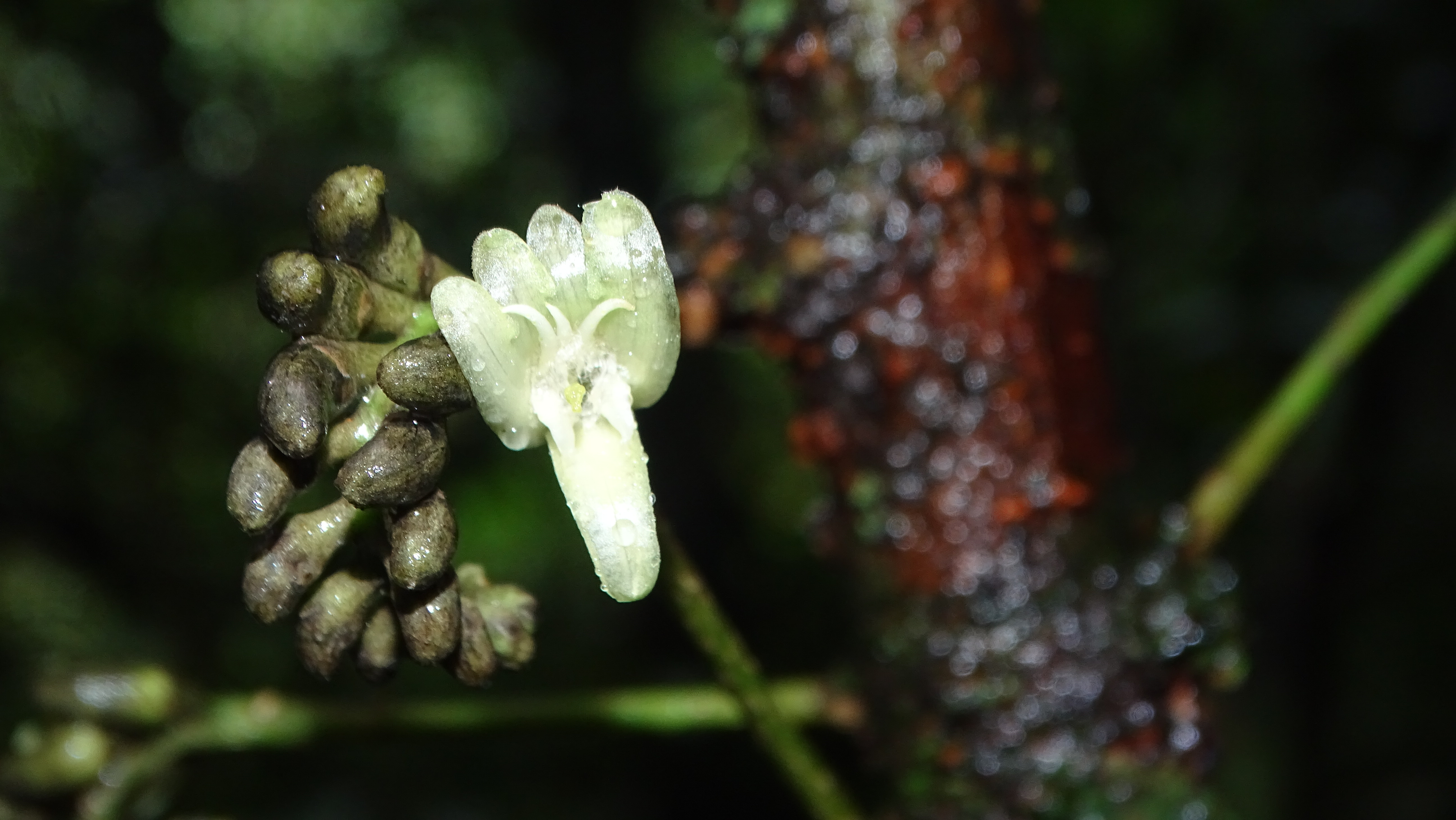
Fleur de Raputia aromatica.
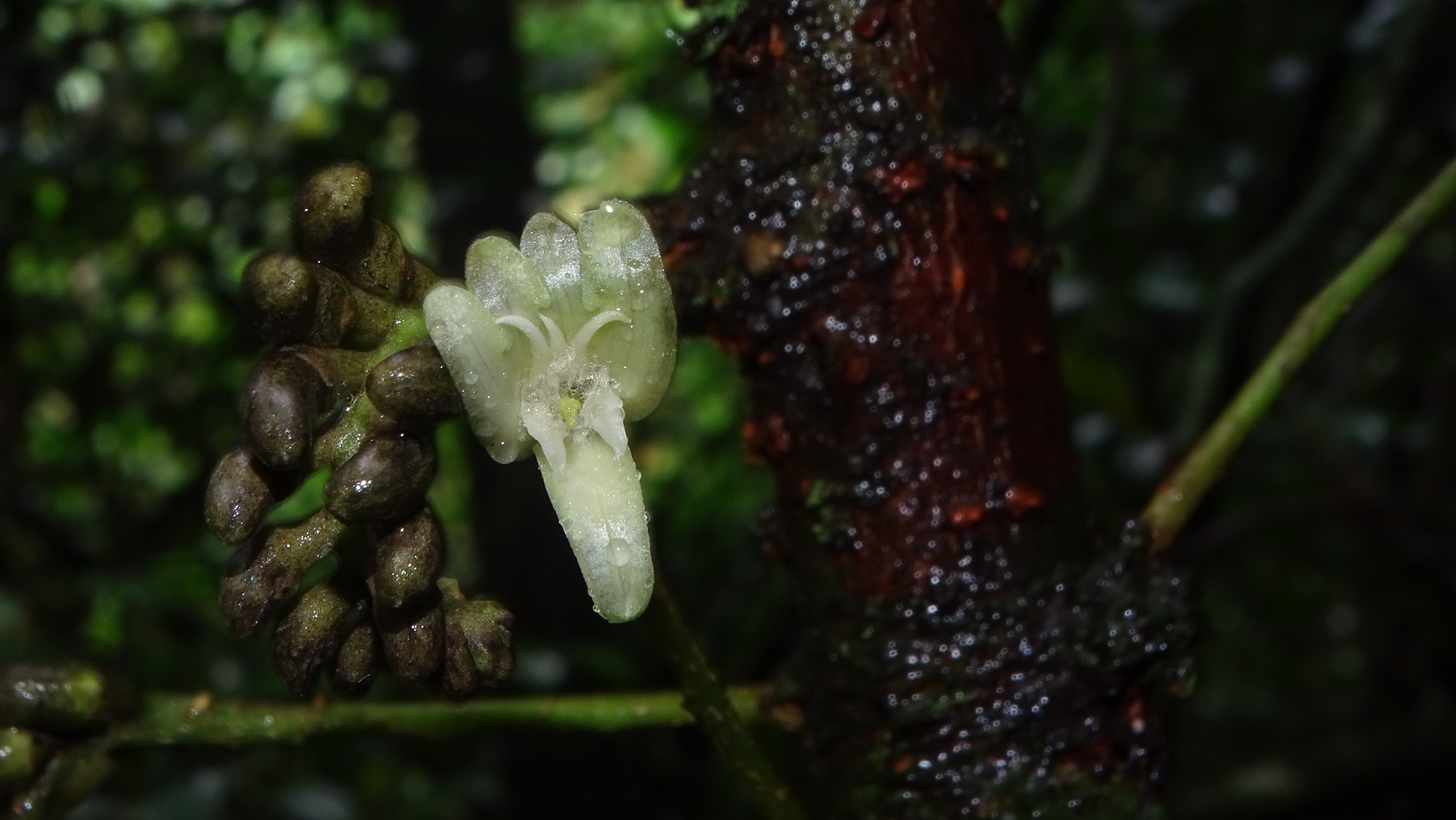
Fleur de Raputia aromatica.